# عبدالعزیز دولتی بخشان
عبدالعزیز دولتی بخشان (زادهٔ ۱۳۴۱ در سراوان) نمایندهٔ حوزهٔ انتخابیهٔ سراوان در دورهٔ پنجم مجلس شورای اسلامی بوده‌است.